# ميلوش ديميتش
ميلوش ديميتش (بالصربية: Милош Димић) مواليد 17 أكتوبر 1989 في ليسكوفاتس، جمهورية يوغوسلافيا الاشتراكية الاتحادية، هو لاعب كرة سلة صربي. بدأ مسيرته الاحترافية في سنة 2009. يلعب مع فرشاتس في الدوري الصربي لكرة السلة. يحمل الرقم 17. حقق المركز الأول في الألعاب الجامعية الصيفية 2011.

## المسيرة الاحترافية
لعب مع نادي إف إم بي لكرة السلة من سنة 2009 إلى 2012، ثم لعب مع نادي رادنيتشكي كراغوييفاتس لكرة السلة من سنة 2012 إلى 2014، ثم لعب مع نادي إيجوكيا لكرة السلة في سنة 2015، ثم لعب مع فرشاتس في سنة 2016.

## الميداليات
| الميدالية | المسابقة                        |
| --------- | ------------------------------- |
| فضية      | ألعاب البحر الأبيض المتوسط 2013 |
| ذهبية     | الألعاب الجامعية الصيفية 2011   |
| برونزية   | الألعاب الجامعية الصيفية 2013   |

## روابط خارجية
- ميلوش ديميتش على موقع الدوري الأوروبي لكرة السلة (الإنجليزية)
- ميلوش ديميتش على موقع كرة السلة الأوروبية.كوم (الإنجليزية)
- ميلوش ديميتش على موقع ريلجم (الإنجليزية)
- ميلوش ديميتش على موقع بروبوليرز (الإنجليزية)
- ميلوش ديميتش على موقع سبورتس رفرنس (الإنجليزية)